# Ricardinho (Fußballspieler, März 1989)
Ricardo Ribeiro de Lima, genannt Ricardinho (* 27. März 1989 in Itaberaí), ist ein brasilianischer Fußballspieler. Der Rechtsfuß spielt vorwiegend in der Abwehr, wird aber auch im defensiven Mittelfeld eingesetzt.

## Karriere
Ricardinho startete seine Laufbahn beim Goiás EC. Hier lief er bereits für die Jugendmannschaften des Klubs auf und schaffte 2009 den Sprung in den Profikader. Am 15. November 2009 spielte in der Série A gegen den EC Santo André, wo er in der 79. Minute eingewechselt wurde. Schon in der Folgesaison wechselte er den Klub, spielte aber selten länger als eine Saison bei einem. Seine meisten Spiele bestritt er bislang in der Série B. Zur Saison 2018 wechselte Ricardinho zum Guarani FC. Mit diesem startet er zunächst in der zweiten Liga der Staatsmeisterschaft von São Paulo. Erst 2020 verließ er den Klub wieder. Ricardinho unterzeichnete bei Sport Recife. In der Saison betritt er noch 26 Spiele (kein Tor) in der Série A 2020.
Im Juni 2021 wechselte Ricardinho zum Ligakonkurrenten EC Juventude. Nach Austragung der Staatsmeisterschaft von Rio Grande do Sul 2022 mit dem Klub, verließ er diesen wieder. Anfang April des Jahres unterzeichnete er einen Kontrakt bei Operário Ferroviário EC. Mit dem Klub trat er dann noch in der Série B 2022 an. Nach Abschluss der Meisterschaft wurde sein Wechsel zu Grêmio Novorizontino für die Saison 2023 bekannt. Es folgten weitere Engagements bei unterklassigen Klubs in seiner Heimat.

## Erfolge
Guarani
- Staatsmeisterschaft von São Paulo Série A2: 2018